# Mochloribatula multiporosa
Mochloribatula multiporosa är en kvalsterart som beskrevs av Sandór Mahunka 1978. Mochloribatula multiporosa ingår i släktet Mochloribatula och familjen Mochlozetidae. Inga underarter finns listade i Catalogue of Life.